# Jessica Lord
Jessica Jane Lord (* 29. Juli 1998 in Rochdale) ist eine britische Schauspielerin und Tänzerin.

## Leben und Karriere
Als sie sechs Jahre alt war, zog ihre Familie nach Toronto. Sie besuchte die High School am O’Neill Collegiate and Vocational Institute in Oshawa. Später besuchte sie das Centennial College Theatre Arts and Performance.
Ihr Debüt gab sie 2015 in der Serie The Next Step. Anschließend spielte sie von 2018 bis 2020 in Find me in Paris die Hauptrolle. Außerdem trat Lord 2019 in Ransom auf. Ihre nächste Hauptrolle bekam sie 2023 in dem Film Binged to Death.

## Privates
Seit 2023 ist Lord mit Matt Rife liiert.

## Filmografie
- 2015–2022: The Next Step (Fernsehserie, 22 Folgen)
- 2016: Paranormal Witness (Fernsehserie, Folge 5x04)
- 2018–2020: Find me in Paris (Fernsehserie, 78 Folgen)
- 2019: Ransom (Fernsehserie, Folge 3x07)
- 2020: Party of Five (Fernsehserie, Folge 1x01)
- 2023: Binged to Death
- 2024: Murder at Hollow Creek
- 2024: The Real Bros of Simi Valley: The Movie
- 2024: Christmas in the Spotlight